# Marco Fabio Calvo
Marco Fabio Calvo (Ravena, c. 1440 - Roma, 1527), foi um filólogo, antiquário, matemático, humanista e médico italiano.

## Vida e obra
Nascido em Ravena, passou a maior parte da sua vida em Roma, onde estudou medicina antiga e matemática, os seus maiores interesses. Publicou a primeira edição completa em latim de Hipócrates e dois trabalhos sobre Galeno. Tornou-se amigo próximo de Rafael Sanzio. 
Segundo os seus contemporâneos, nunca bebia vinho e só comia alimentos vegetarianos, como Pitágoras.